# Сейсмічність Македонії
Сейсмічність Македонії (Північної Македонії - з 2019 року) — характеризується високим рівнем сейсмічності, відповідно в межах території країни спостерігаються досить часті землетруси.

## Загальна характеристика
Північна Македонія розташована в гористому районі Балканського півострова. Для рельєфу характерне мозаїчне поєднання різновікових, переважно середньовисотних глибових гірських масивів, що займають 2/3 території країни, та численних внутрішньогірних тектонічних улоговин.
Гірські масиви мають в основному плоскі або пологовзгорблені вершини і круті, глибоко розчленовані схили. Найбільш високі масиви розташовані в західній та центральній частинах країни — Корабі (заввишки до 2764 м — найбільша в країні), Шар-Планіна (до 2748 м, гора Титов-Врх), Баба-Планіна (до 2600 м, гора Пелістер), Якупиця (до 2540 м, гора Солунська-Глава) та ін., висоти більш давніх масивів у східній частині Північної Македонії (Осоговську-Планині, Плачковіца, Огороджений та ін.) рідко перевищують 2000 м. На висотах понад 2500 м — виражені реліктові форми гірничо-льодовикового рельєфу (гостровершинні гребені, кари, льодовикові озера). Для внутрішньогірних улоговин характерні викладені днища (заввишки 300—500 м), часто зайняті залишковими озерами, долинами річок і облямовані серією озерних терас заввишки до 1000 м. Все це визначає високий рівень сейсмічності Північної Македонії, велику різноманітність розташування епіцентрів та гіпоцентрів землетрусів.

## Землетруси XX століття
У XX ст. руйнівні землетруси у Македонії були зафіксовані в 1931, 1963 та 1994 роках.

## Землетруси XXІ століття

### 2012
25 листопада, о 21.19:12 (за місцевим часом), в Македонії стався відчутний (за шкалою інтенсивності МSK-64) землетрус магнітудою від 3,0 до 4,0 балів (за шкалою Ріхтера). За даними Сейсмологічної обсерваторії факультету природничих наук у Скоп'є, епіцентр землетрусу знаходився в епіцентральній зоні Преспа, приблизно за 120 км на південь від міста Скоп'є.

### 2013
19 січня, близько 22:50 (за місцевим часом), в Македонії стався сильно відчутний (за шкалою інтенсивності МSK-64) землетрус магнітудою 4,2 балів (за шкалою Ріхтера). За даними Сейсмологічної обсерваторії факультету природничих наук у Скоп'є, епіцентр землетрусу знаходився за 15 км на південний захід від міста Бітоль. Землетрус також відчули мешканці міст Прилеп, Охрида та Ресена.

### 2015
27 серпня, о 18:41 (за місцевим часом), в південних районах Македонії стався відчутний (за шкалою інтенсивності МSK-64) землетрус магнітудою 3,6 балів (за шкалою Ріхтера). За даними Сейсмологічної обсерваторії факультету природничих наук у Скоп'є, епіцентр землетрусу знаходився за 30 км на південний захід від міста Бітоль. Землетрус також відчувався в сусідній Греції. Повідомлень про пошкодження не надходило.

### 2016
21 травня в Македонії стався сильно відчутний (за шкалою інтенсивності МSK-64) землетрус магнітудою 4,9 балів (за шкалою Ріхтера), що відповідає епіцентральній інтенсивності VI-VII ступенів за шкалою Меркаллі (MCS). За даними Сейсмологічного інституту Чорногорії, епіцентр землетрусу знаходився за 21 км на схід від міста Охрида. Гіпоцентр землетрусу залягав на глибині 12 км. Землетрус міг завдати матеріальних збитків в епіцентральній зоні.
11 вересня на околицях міста Скоп'є у Македонії зафіксовано декілька поштовхів магнітудою від 2,8 до 5,3 балів (за шкалою Ріхтера). Їхні епіцентри перебували за 7 км на схід від македонської столиці, гіпоцентри — на глибині 2 км. За повідомленням місцевої агенції MIA, в результаті землетрусу постраждали близько 100 людей. За інформацією місцевих ЗМІ, о 21:00 за місцевим часом (22:00 за київським часом) стався ще один поштовх приблизною магнітудою 2,1 балів (за шкалою Ріхтера).

### 2018
2 січня в Македонії стався помірний (за шкалою інтенсивності МSK-64) землетрус магнітудою 5,1 балів (за шкалою Ріхтера), його зафіксували в районі Дойран, що на кордоні з Грецією. Епіцентр землетрусу знаходився за 12 км від грецького селища Дросато, з гіпоцентром — на глибині близько 15 км. Згідно з повідомленням Македонської національної сейсмологічної обсерваторії, підземні поштовхи також відчувалися в македонському місті Струмиці, на півночі Греції та в містах Петрич і Санданський на південному-сході Болгарії. В обсерваторії також заявили про те, що ще з вечора 1 січня в цьому районі було зареєстровано близько 100 помірних підземних поштовхів.

### 2020
11 листопада, о 04:54 ранку (за місцевим часом), на заході Північної Македонії стався помірний (за шкалою інтенсивності МSK-64) землетрус магнітудою 5,0 бала (за шкалою Ріхтера). Епіцентр землетрусу був на відстані 50 км на південний захід від Скоп'є, з гіпоцентром на глибині 8,5 км. Найбільш сильно землетрус відчувався в Тетово і Гостиварі, а також у Скоп'є, Прилепі та Бітолі. Землетрус відчувався також в Албанії, Греції, Чорногорії та Косові.

### 2021
1 серпня, о 23:07 (за місцевим часом), у Скоп'є зафіксовано відчутний (за шкалою інтенсивності МSK-64) землетрус магнітудою 3,3 бала (за шкалою Ріхтера). Європейський середземноморський сейсмологічний центр (EMSC) повідомив, що епіцентр землетрусу був у районі села Нераште на кордоні між Республікою Північна Македонія та Косовом. Гіпоцентр землетрусу залягав на глибині 2 км.

### 2022
9 січня, за 17 хвилин до опівночі (за місцевим часом), на прикордонних теренах Північної Македонії і Греції стався помірний (за шкалою інтенсивності МSK-64) землетрус магнітудою 5,5 балів (за шкалою Ріхтера). Епіцентр землетрусу знаходився за 19 км від північномакедонського міста Бітоль, гіпоцентр залягав на глибині майже 10 км. За 50 хв. стався ще один сильний поштовх магнітудою 3,7 балів (за шкалою Ріхтера), і до ранку понеділка македонці та греки відчули 20 коливань землі, магнітуда 13 з яких,  перевищували 3 бали (за шкалою Ріхтера). Землетрус відчули також в Косово, Сербії, Чорногорії, Албанії і в деяких містах на південному заході Болгарії.
25 квітня, як повідомила Сейсмологічна обсерваторія в Скоп’є, в Північній Македонії стався сильно відчутний (за шкалою інтенсивності МSK-64) землетрус силою 4,2 балів (за шкалою Ріхтера). Його відчули жителі Делчево, Берово, Пехчево та околиць. Епіцентр землетрусу був зареєстрований за 120 км на південний схід від Скоп'є в прикордонній епіцентральній зоні Пехчево-Кресна.

### 2024
1 серпня, о 23:07 (за місцевим часом), на півночі Північної Македонії стався відчутний (за шкалою інтенсивності МSK-64) землетрус магнітудою 3,3 балів (за шкалою Ріхтера). За даними EMSC, епіцентр землетрусу знаходився на кордоні між Північною Македонією та Косово в районі села Нераште, гіпоцентр землетрусу залягав на глибині 2 км.

### 2025
16 червня, о 05:34:54 (за київським часом), на півдні Північної Македонії стався сильно відчутний (за шкалою інтенсивності МSK-64) землетрус магнітудою 4,0 бала (за шкалою Ріхтера).